# Corvus coronoides
El cuervo australiano (Corvus coronoides) es una especie de ave paseriforme de la familia Corvidae nativa de Australia. Es el más grande representante del género Corvus en Australia y una de las especies de córvidos más conocidas en Australia.

## Taxonomía y nomenclatura
El cuervo australiano grande fue descrito por primera vez por  Nicholas Aylward Vigors y  Thomas Horsfield en 1827; su nombre "crononoides", "its specific epithet coronoides "forma de cuervo" deriva del griego corone/κορονη, cuervo  y eidos/ειδος, forma.
Sus parientes más cercanos son otras cuatro especies de cuervo de Australia, las cuales son el Cuervo Torresiano y el Cuervo pequeño, así mismo como el cuervo del bosque y el Corvus mellori.

## Descripción
Con 52 cm, un cuervo australiano grande adulto es un ave  negra con un iris blanco. Las plumas que están en el lomo son más grandes que las de cualquier otra especie de cuervo.  Los jóvenes se parecen a los adultos, excepto en que tienen ojos oscuros.